# Cutouts
Cutouts è il terzo album in studio del gruppo musicale inglese The Smile, pubblicato il 4 ottobre 2024 da XL Recordings.
La rivista Rumore lo considera il "disco dell'anno" insieme a Wall of Eyes degli stessi Smile e la colonna sonora di Confidenza, composta dal leader del progetto Thom Yorke.

## Tracce
Testi di Thom Yorke, musiche di the Smile..
1. Foreign Spies – 4:48
2. Instant Psalm – 4:18
3. Zero Sum – 2:47
4. Colours Fly – 4:55
5. Eyes & Mouth – 3:59
6. Don't Get Me Started – 5:55
7. Tiptoe – 3:30
8. The Slip – 4:29
9. No Words – 4:16
10. Bodies Laughing – 4:57

## Formazione
- Jonny Greenwood – chitarra, basso, piano, sintetizzatore, arrangiamento orchestrale, cello, MaxMSP
- Tom Skinner – batteria, sintetizzatore, percussioni, voce
- Thom Yorke – voce, chitarra, basso, piano, sintetizzatore